# Jean Brichaut
Pour les articles homonymes, voir Brichaut.
Jean Brichaut es footballeur international belge né le 29 juillet 1911 (Belgique) et mort le 4 août 1962.

## Biographie
Jean Brichaut évolue comme attaquant au Standard de Liège à partir de 1929. Il marque 103 buts en 163 matches. Il termine deuxième du Championnat de Belgique en 1936.
Il a également joué 12 matches et marqué 3 buts avec les Diables Rouges, de 1932 à 1936. Retenu pour la Coupe du monde de 1934, il n'a pas joué durant cette épreuve.

## Palmarès
- International belge de 1932 à 1936 (12 sélections et 3 buts marqués)
- Présélection à la Coupe du monde 1934 en Italie (ne joue pas)
- Vice-champion de Belgique en 1936 avec le Standard de Liège